# Jogos do Extremo Oriente de 1930
Os Jogos do Extremo Oriente de 1930 foram a nona edição do evento multiesportivo, que ocorreu em Tóquio, no Japão. As Filipinas venceram esta edição.